# Hebius venningi
Espèce
Synonymes
- Tropidonotus venningi Wall, 1910
- Natrix venningi (Wall, 1910)
- Amphiesma venningi (Wall, 1910)

Statut de conservation UICN

 LC  : Préoccupation mineure
Hebius venningi est une espèce de serpents de la famille des Natricidae. 

## Répartition
Cette espèce se rencontre :
- en Inde dans l’état du Meghalaya ;
- en Birmanie ;
- en République populaire de Chine dans les provinces du Yunnan et du Guangxi.

## Description
L'holotype de Hebius venningi mesure 915 mm dont 230 mm pour la queue.

## Taxinomie
La sous-espèce Amphiesma venningi taronensis a été élevée au rang d'espèce.

## Étymologie
Cette espèce est nommée en l'honneur du capitaine Francis Esmond Wingate Venning (1882–1970).

## Publication originale
- Wall, 1910 : A new Tropidonotus from the Chin Hills. Journal of the Bombay Natural History Society, vol. 20, p. 345-346 (texte intégral).